# Nekrolog 1948
Nekrolog
◄◄
| ◄
| 1944
| 1945
| 1946
| 1947
| 1948 | 1949 | 1950 | 1951 | 1952 | ► | ►►
1. Quartal |
2. Quartal |
3. Quartal |
4. Quartal 
Weitere Ereignisse | Allgemeiner Nekrolog 1948
Die Beschreibung der verstorbenen Person sollte so kurz wie möglich gehalten sein und nur deren signifikante Tätigkeit(en) enthalten.
Neue Namen ggf. auch unter dem Geburts- und Sterbedatum, also etwa unter 1. Januar und im Geburts- und Sterbejahr (2024) eintragen (nur bei entsprechender großer Wichtigkeit). Für Beispiele siehe die schon vorhandenen Artikel.
Außerdem über die fünf zuletzt Verstorbenen, zu denen es einen ausreichend guten Artikel für eine Präsentation auf der Hauptseite gibt, nach der todesbedingten Überarbeitung der Artikel ggf. auch unter Wikipedia Diskussion:Hauptseite informieren und sie am besten auch in den anderen Wikipedia-Sprachversionen eintragen. Tipp: Regelmäßig bei news.google.de nach „ist tot“, „gestorben“ oder „verstorben“ suchen.
Wenn eine Person gestorben ist, gibt es viele Seiten zu dieser Person in der Wikipedia, die davon auch betroffen sind und entsprechend aktualisiert werden müssen. Beispiele: Namenübersichtsseite, Geburtsjahr, Geburtsort-Seiten und viele mehr.
Wie finde ich die betroffenen Seiten?
Im Suchfeld auf der linken Seite gibt man den Suchbegriff so ein: „Vorname Nachname“. Dann klickt man auf Volltext und alle Seiten mit entsprechendem Suchtext werden aufgerufen. Hier sieht man dann schnell, wo auch das Todesjahr Sinn macht oder sogar ein Teil des Artikels angepasst werden muss. Auch hilft das „Werkzeug“ auf der linken Seite sehr gut, um solche Seiten aufzufinden: „Links auf diese Seite“. Somit ist die Wikipedia wieder aktuell in allen Bereichen! Hinweis: bei Eintragung der Kategorie „Gestorben JAHR“ wird der Missbrauchsfilter 49 ausgelöst, was jedoch nicht schlimm ist. Siehe: Spezial:Missbrauchsfilter/49
Dies ist eine Liste von im Jahr 1948 verstorbenen bekannten Persönlichkeiten. Die Einträge erfolgen innerhalb der einzelnen Daten alphabetisch sortiert. Tiere sind im Nekrolog für Tiere zu finden.
Die Liste ist nach Quartalen aufgeteilt:
- Nekrolog 1. Quartal 1948: Januar, Februar und März
- Nekrolog 2. Quartal 1948: April, Mai und Juni
- Nekrolog 3. Quartal 1948: Juli, August und September
- Nekrolog 4. Quartal 1948: Oktober, November und Dezember

## Datum unbekannt
| Tag | Name                           | Beruf, bekannt als                                                                        | Alter | Beleg |
| --- | ------------------------------ | ----------------------------------------------------------------------------------------- | ----- | ----- |
|     | Maurice-Jean-Joseph Abadie     | französischer Generalmajor                                                                |       |       |
|     | Hans Aichele                   | Schweizer Bobfahrer und Olympiateilnehmer                                                 |       |       |
|     | Lope Alberdi Recalde           | baskischer Orgelbauer                                                                     |       |       |
|     | Walter Allen                   | englischer Fußballspieler                                                                 |       |       |
|     | Wilhelm Altendorf              | deutscher Konstrukteur und Maschinenbauer                                                 |       |       |
|     | Arthur Arrowsmith              | englischer Fußballspieler                                                                 |       |       |
|     | Wilhelm Auberlen               | deutscher Genremaler und Bildhauer                                                        |       |       |
|     | Franz Behr                     | deutscher Fußballspieler, -schiedsrichter und -funktionär                                 |       |       |
|     | Gregoire Belkowsky             | russisch-jüdischer Rechts- und Wirtschaftsprofessor und Zionist                           |       |       |
|     | José Beltrão                   | portugiesischer Springreiter                                                              |       |       |
|     | Rudolph Bischoff               | österreichischer Rechts- und Sozialwissenschaftler                                        |       |       |
|     | Helene Bodmann                 | österreichische Botanikerin                                                               |       |       |
|     | Anastasio Bolívar              | kolumbianischer Musiker, Dirigent, Komponist und Musikverleger                            |       |       |
|     | Heitor Augusto Borges          | brasilianischer Generalmajor                                                              |       |       |
|     | William Borle                  | Schweizer Industrieller und Forschungsreisender                                           |       |       |
|     | Marcel Bouraine                | französischer Bildhauer                                                                   |       |       |
|     | Ludwig Brucker                 | Politiker der NSDAP                                                                       |       |       |
|     | Pierre Camus                   | französischer Flötist, Komponist, Lehrer und Dirigent                                     |       |       |
|     | Moissei Markowitsch Charitonow | sowjetischer Politiker                                                                    |       |       |
|     | Gustavo Cordeiro de Faria      | brasilianischer Generalmajor                                                              |       |       |
|     | Wilton Crawley                 | US-amerikanischer Entertainer, Komponist und Klarinettist                                 |       |       |
|     | Nelson Horatio Darton          | US-amerikanischer Geologe                                                                 |       |       |
|     | Ghaffar Djalal                 | persischer Diplomat                                                                       |       |       |
|     | René Duchez                    | französischer Raumausstatter und Mitglied der Résistance im Zweiten Weltkrieg             |       |       |
|     | Philip Dumas                   | britischer Offizier und Diplomat                                                          |       |       |
|     | Robert Eitel                   | deutscher Gastronomieunternehmer in Chicago                                               |       |       |
|     | Semmy Engel                    | deutsch-jüdischer Architekt                                                               |       |       |
|     | Richard Falkenberg             | deutscher Landschafts-, Marine-, Interieur- und Stilllebenmaler der Düsseldorfer Schule   |       |       |
|     | Imre Földes                    | ungarischer Grafiker, Exlibriskünstler, Plakatkünstler, Maler und Zeichner                |       |       |
|     | Hans Fraberger                 | österreichischer Boxer                                                                    |       |       |
|     | Albert Frank                   | deutscher Jurist, Politiker (DNVP) und Senator in der Freien Stadt Danzig (1920–1928)     |       |       |
|     | Josef Frischen                 | deutscher Dirigent, Theater- und Musikdirektor sowie Kapellmeister, Komponist             |       |       |
|     | Sigismund Gargas               | polnischer Wirtschafts- und Sozialwissenschaftler, Jurist und Publizist                   |       |       |
|     | Gustav Gerst                   | deutscher Einzelhandels-Kaufmann, Warenhaus-Unternehmer und Stifter                       |       |       |
|     | Hermann Granzow                | deutscher Jurist                                                                          |       |       |
|     | Wilhelm Habbes                 | deutscher Agrarpolitiker (NSDAP), MdR                                                     |       |       |
|     | Walter Heinze                  | deutscher Ingenieur und Konteradmiral (Ing.) der Reichsmarine                             |       |       |
|     | John Alexander Herbert         | britischer Bibliothekar                                                                   |       |       |
|     | Salomon Herzfeld               | deutsch-jüdischer Rechtsanwalt und Funktionär                                             |       |       |
|     | Franz Hoffmann                 | deutscher Architekt                                                                       |       |       |
|     | Rafael Hofstein                | Musiker, Komponist, Chasan                                                                |       |       |
|     | Robert Tracy Jackson           | US-amerikanischer Paläontologe                                                            |       |       |
|     | Alphonse Kann                  | französischer Kunstsammler                                                                |       |       |
|     | Hédi Khayachi                  | tunesischer Maler                                                                         |       |       |
|     | Felicjan Szczęsny Kowarski     | polnischer Maler, Bildhauer und Hochschullehrer                                           |       |       |
|     | Olga Krieghammer               | österreichische Künstlerin                                                                |       |       |
|     | Léopold Victor de Lacroix      | französischer Diplomat                                                                    |       |       |
|     | Josef Lechler                  | deutscher Fußballspieler                                                                  |       |       |
|     | Johan Lefstad                  | norwegischer Eiskunstläufer                                                               |       |       |
|     | Franz Leppmann                 | deutscher Journalist und Publizist                                                        |       |       |
|     | Elmo Lewis                     | amerikanischer Autor                                                                      |       |       |
|     | Eqrem Libohova                 | albanischer Politiker                                                                     |       |       |
|     | Robert Lorenz                  | deutscher Verwaltungsbeamter und Rittergutsbesitzer                                       |       |       |
|     | Moritz Lorge                   | deutscher Rabbiner und Lehrer                                                             |       |       |
|     | Florence Hannah Bacon Marsh    | britische Botanikerin                                                                     |       |       |
|     | Franz Mayer                    | deutscher Verwaltungsbeamter                                                              |       |       |
|     | Egon Neumann                   | österreichischer Komponist                                                                |       |       |
|     | Martin Nordegg                 | deutschstämmiger kanadischer Pionier                                                      |       |       |
|     | Stefan Ochaba                  | österreichischer Komponist, Chorleiter und Kirchenmusiker                                 |       |       |
|     | Lew Pawlowitsch Ochotin        | russischer Faschist                                                                       |       |       |
|     | Gertrud Oppenheimer            | deutsche Chemikerin                                                                       |       |       |
|     | Camillo Pace                   | italienischer Theologe, Evangelist und Waisenhausleiter                                   |       |       |
|     | Persefoni Papadopoulou         | zyprische Frauenrechtlerin, Autorin und Pädagogin                                         |       |       |
|     | Clifford Copland Paterson      | englischer Elektrotechniker                                                               |       |       |
|     | Josef Pavlu                    | Altphilologe                                                                              |       |       |
|     | Karlo Petranović               | Priester, Kriegsverbrecher und Fluchthelfer                                               |       |       |
|     | Elizabeth Magie Phillips       | US-amerikanische Spieleerfinderin                                                         |       |       |
|     | Filippus Fourie Pienaar        | südafrikanischer Diplomat                                                                 |       |       |
|     | José María Pinaud              | Politiker und Zeitungsverleger in Costa Rica                                              |       |       |
|     | Georges Plasse                 | französischer Maler                                                                       |       |       |
|     | Alfred Rasenberger             | deutscher Landschaftsmaler                                                                |       |       |
|     | Wilhelm Ritter                 | deutscher Maler und Radierer                                                              |       |       |
|     | Eduard Rogenmoser              | Schweizer Fotograf                                                                        |       |       |
|     | Anton Germano Rossi            | italienischer Journalist und Drehbuchautor                                                |       |       |
|     | Max Saal                       | deutscher Harfenist, Pianist und Musikpädagoge                                            |       |       |
|     | Ludwig Scheewe                 | deutscher Kunsthistoriker                                                                 |       |       |
|     | Fritz Schopohl                 | deutscher Architekt                                                                       |       |       |
|     | Franz Schroeder                | deutscher Staatssekretär im Reichsministerium der Finanzen                                |       |       |
|     | Josef Seché                    | deutscher Maler und Grafiker                                                              |       |       |
|     | William Pierce Shepard         | US-amerikanischer Romanist, Provenzalist und Mediävist                                    |       |       |
|     | Nikolaus Simon                 | deutscher Industriemanager                                                                |       |       |
|     | Yngve Sjöstedt                 | schwedischer Zoologe, Entomologe und Autor                                                |       |       |
|     | Vinko Škrobo                   | kroatischer Freischärler und Guerillaführer                                               |       |       |
|     | Stanley Grove Spiro            | südafrikanischer Pilot und Bankier                                                        |       |       |
|     | Georgios Streit                | griechischer Außenminister und Präsident der Athener Akademie                             |       |       |
|     | Marie von Suttner              | österreichische Novellistin                                                               |       |       |
|     | Gustav Türk                    | deutscher Klassischer Philologe, Klassischer Archäologe, Bibliothekar und Gymnasiallehrer |       |       |
|     | Richard Vogts                  | deutscher Porträt-, Figuren-, Genre- und Stilllebenmaler der Düsseldorfer Schule          |       |       |
|     | Philipp Weigel                 | deutscher Volkswirt, Heimatforscher und Mundartdichter                                    |       |       |
|     | Max Werner-Kersten             | deutscher Komponist                                                                       |       |       |
|     | Olive Wilson                   | irische Badmintonspielerin                                                                |       |       |
|     | Beatrice Zade                  | schwedische Schriftstellerin                                                              |       |       |
|     | Heinrich Zimmermann            | deutscher Ministerialbeamter und Regierungsrat                                            |       |       |